# Sveriges ambassad i Caracas
Sveriges ambassad i Caracas var Sveriges diplomatiska beskickning i Venezuela, som var belägen i landets huvudstad Caracas. Beskickningen bestod av en ambassad, ett antal svenskar utsända av Utrikesdepartementet (UD) och lokalanställda. Ambassaden lades ner år 2000.

## Historia
År 1838 inrättades ett generalkonsulat som lades ner 1852. År 1876 upprättades på nytt ett generalkonsulat efter att konsulatet i La Guaira återflyttat till Caracas. Detta konsulat nedlas 1926 och 1930 upprättades beskickning i Caracas. Under åren har bland annat Puerto Cabello och Puerto la Cruz varit underställda konsulat. Ambassaden ned den 30 juni 2000. Relationerna har därefter skett från ambassaden i Bogotá. Sverige har ett honorärt generalkonsulat i Caracas och ett honorärt konsulat i Porlamar.

## Beskickningschefer
| Namn                        | Period    | Funktion          | Anmärkning                                                                                  |
| --------------------------- | --------- | ----------------- | ------------------------------------------------------------------------------------------- |
| Fredrik Adlercreutz         | 1841–1855 | Chargé d’affaires |                                                                                             |
| Einar Modig                 | 1930–1934 | Envoyé            | Sidoackrediterad från ambassaden i Lima.                                                    |
| Vilhelm Assarsson           | 1935–1937 | Envoyé            | Sidoackrediterad från ambassaden i Lima.                                                    |
| Gunnar Reuterskiöld         | 1937–1938 | Envoyé            | Sidoackrediterad från ambassaden i Lima.                                                    |
| Albert Carl Gustaf Winqvist | 1938–1941 | Chargé d’affaires |                                                                                             |
| Nils-Eric Ekblad            | 1943–1948 | Chargé d’affaires |                                                                                             |
| Rolf Arfwedson              | 1949–1951 | Chargé d’affaires |                                                                                             |
| Fritz Stackelberg           | 1948–1953 | Envoyé            | Sidoackrediterad i Havanna, Ciudad Trujillo och Port-au-Prince.                             |
| Carl-Herbert Borgenstierna  | 1953–1958 | Envoyé            | Sidoackrediterad i Havanna, Ciudad Trujillo och Port-au-Prince.                             |
| Gunnar Dryselius            | 1958–1959 | Envoyé            |                                                                                             |
| Gunnar Dryselius            | 1959–1963 | Ambassadör        | Sidoackrediterad i Havanna, Ciudad Trujillo och Port-au-Prince.                             |
| Mohammed Knut Bernström     | 1963–1966 | Ambassadör        | Sidoackrediterad i Port-au-Prince och Santo Domingo (från 1964).                            |
| Otto Rathsman               | 1966–1970 | Ambassadör        | Sidoackrediterad i Santo Domingo och Port of Spain.                                         |
| Per Bertil Kollberg         | 1970–1975 | Ambassadör        | Sidoackrediterad i Santo Domingo och Port of Spain.                                         |
| Hans Ewerlöf                | 1976–1980 | Ambassadör        | Sidoackrediterad i Bridgetown, Georgetown, Santo Domingo, Port-au-Prince och Port of Spain. |
| Carl Gustaf von Platen      | 1980–1984 | Ambassadör        | Sidoackrediterad i Bridgetown och Port of Spain.                                            |
| Lars Schönander             | 1984–1988 | Ambassadör        | Sidoackrediterad i Bridgetown och Port of Spain.                                            |
| Karl Wärnberg               | 1989–1991 | Ambassadör        |                                                                                             |
| Peter Landelius             | 1991–1996 | Ambassadör        | Sidoackrediterad i Bridgetown och Port of Spain.                                            |
| Magnus Nordbäck             | 1996–2000 | Ambassadör        | [ 14 ]                                                                                      |
| Olof Skoog                  | 2000–2004 | Ambassadör        | Sidoackrediterad från ambassaden i Bogotá.                                                  |
| Lena Nordström              | 2005–2011 | Ambassadör        | Sidoackrediterad från ambassaden i Bogotá.                                                  |
| Marie Andersson de Frutos   | 2011–     | Ambassadör        | Sidoackrediterad från ambassaden i Bogotá.                                                  |